# Traganum acuminatum
Traganum acuminatum är en amarantväxtart som beskrevs av René Charles Maire och Marc Weiller.
Traganum acuminatum ingår i släktet Traganum och familjen amarantväxter. Inga underarter finns listade i Catalogue of Life.